# Пулац
Пулац је насељено место у Босни и Херцеговини у општини Травник. Административно припада Федерацији Босне и Херцеговине, односно њеном Средњобосанском кантону. Према попису становништва из 2013. у насељу је било 424 становника, а већинску популацију чинили су Бошњаци.

## Становништво
По последњем службеном попису становништва из 2013. године у овом насељу живело је 424 становника, а село је било етнички хомогено са већинском бошњачком популацијом.
| Националност | 2013. | 1991.        | 1981.        | 1971.        |
| Бошњаци      | —     | 498 (100,0%) | 486 (99,39%) | 442 (100,0%) |
| Југословени  | —     | 0            | 1 (0,20%)    | 0            |
| остали       | —     | 0            | 2 (0,41%)    | 0            |
| Укупно       | 424   | 498          | 489          | 442          |